# Les Trois Arbres (Herbin)
Pour les articles homonymes, voir Les Trois Arbres.
Les Trois Arbres est un tableau réalisé par le peintre français Auguste Herbin en 1913. Cette huile sur toile est un paysage cubiste représentant trois arbres. Elle est conservée au musée d'Art moderne de Céret, à Céret.

## Expositions
- Le Cubisme, Centre national d'art et de culture Georges-Pompidou, Paris, 2018-2019.